# 佐脇嵩之

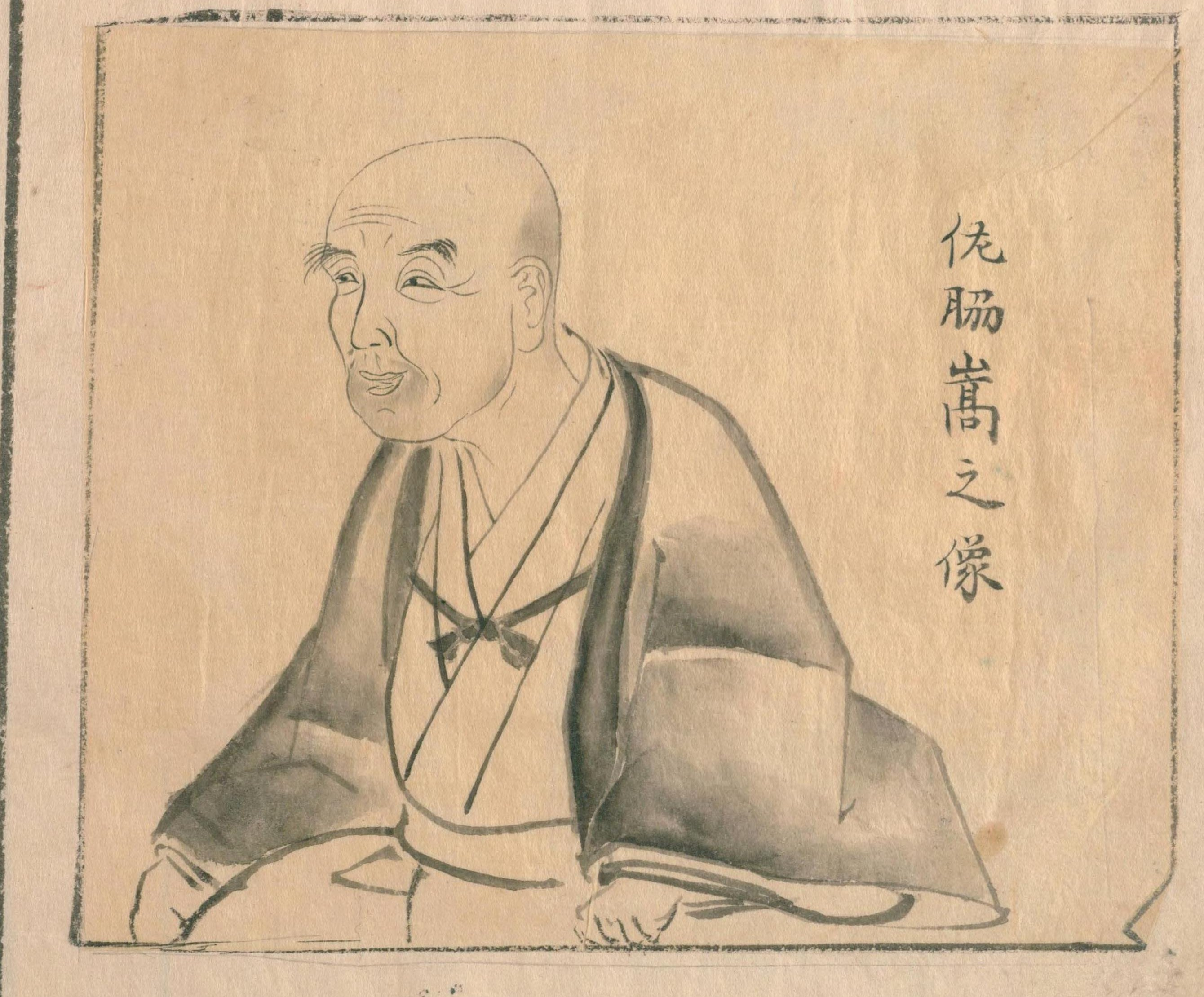
佐脇嵩之の肖像画。

佐脇 嵩之（さわき すうし、宝永4年〈1707年〉‐明和9年7月3日〈1772年8月1日〉）は江戸時代の英派の絵師。百怪図巻などで知られる。

## 来歴
英一蝶の晩年の門人。名は道賢。字は子岳。通称は甚内または甚蔵。始めは一水と号していたが、後に嵩指、嵩之と称した。他に東窓翁、観中堂、東宿、幽篁斎、幽篁亭、一翠斎、中岳斎、中岳堂、果々観とも号している。元文から明和期に活躍しており、一蝶風の肉筆による風俗画を多く残している。扇面画が多い。
墓所は浅草の誓願寺中称名院。
門人に高嵩谷、実子に佐脇嵩雪、実の娘に佐脇英之がいる。

## 作品
| 作品名       | 技法     | 形状・員数 | 所有者           | 年代              | 落款・印章                 | 備考                                             |
| ------------ | -------- | ---------- | ---------------- | ----------------- | -------------------------- | ------------------------------------------------ |
| 菅公像       |          | 絵馬1面    | 大宰府天満宮     | 1747年（延享4年） | 嵩指」の署名、「嵩之」の印 |                                                  |
| 紅白梅図屏風 |          | 六曲一双   | 豊田市郷土資料館 |                   |                            | 四季風俗図（四民図）屏風（伝二代英一蝶筆）の裏面 |
| 山吹         | 紙本着色 | 扇面1本    | 太田記念美術館   |                   |                            |                                                  |